# Schizomeria ilicina
Schizomeria ilicina är en tvåhjärtbladig växtart som först beskrevs av Henry Nicholas Ridley, och fick sitt nu gällande namn av Rudolf Schlechter. Schizomeria ilicina ingår i släktet Schizomeria och familjen Cunoniaceae. Inga underarter finns listade i Catalogue of Life.